# Steinar Aadnekvam
Steinar Aadnekvam (4 de abril de 1984) es un guitarrista de jazz noruego.

## Vida y carrera
Nació el 4 de abril de 1984 en Bergen. Después de completar su educación secundaria superior en Södra Latin, estudió en el Royal College of Music de Estocolmo. También estudió en la escuela Vrindaban Gurukul con el flautista clásico indio Hariprasad Chaurasia.
En 2009, fue nominado al 'Premio al Joven Guitarrista Nórdico' por el Festival Internacional de Guitarra de Uppsala, y fue finalista en 2010 en el 'Norsk JazzIntro' en Moldejazz. Ese mismo año, lanzó su álbum debut Simple Things (2010), recibiendo elogios de la crítica. Fue seguido por dos álbumes colaborativos Abacaxeiro (2011) y Ecology (2014).
En 2015, firmó con el sello discográfico Losen Records, donde lanzó los álbumes Freedoms Tree (2015), Trio (2016) y "Freedoms Trio II" (2018), así como cientos de presentaciones en vivo en Europa, África, Asia y Estados Unidos, incluidos conciertos en el Festival Internacional de Jazz de Stavanger de 2016, MaiJazz., en la Noche Extranjera del Festival Jazzahead 2018 en Bremen, Alemania, y en la Selección Oficial de Artistas del NAMM Show 2019 en Anaheim, California, EE. UU.

## Discografía
- 2010: Simple Things (MMYH Records)[4]
- 2011: Abacaxeiro (MMYH Records)
- 2014: Ecology (MMYH Records)
- 2015: Freedoms Tree (Losen Records)[13]
- 2016: Freedoms Trio (Losen Records)[14]
- 2018: Freedoms Trio II (Losen Records)